# 鍋足山
鍋足山（なべあしやま）は、茨城県北部に広がる久慈山地にある標高552mの山である。

## 概要
久慈山地の東列（東金砂山地）に属する山で、常陸太田市の里見地区（旧里美村）と水府地区（旧水府村）の境界に位置する。山頂部には3つの峰があり、その山容が底に3つの足が付いた鉄鍋（鼎）を被せた形に似てるところから鍋足山と名付けられた。また、この山の周辺には岩松（イワヒバ）が多く見られることから、岩松山との別名もある。
安山岩質の集塊岩からなる崖が各所に見られる山であり、山頂周辺の急斜面部にはロープや鎖が多く設置されている。
山中には中ん滝や北の入滝、ハッチメ滝、銚子の口滝など複数の小滝が見られ、鍋足四十八滝と呼ばれている。

## 山頂
鍋足山の山頂部は山名の由来となった集塊岩の3つの峰および、三等三角点が設置された標高552mの峰からなる。集塊岩の3つの峰は東側の峰が標高529mと最も高く、国土地理院の地形図表示における鍋足山はこの峰を指している。529m峰の山頂には松の木と石祠があり、360度の展望が得られる。
標高552mの三角点峰は529m峰の700m余り北に位置している。三角点峰の山頂部には鍋足山と書かれた表示板が設置されているが、三角点名は「笹原入」である。三角点峰は南側の眺望が優れており、3つの峰を綺麗に望むことが出来る。
このように複数の山頂があるが、登山対象としての鍋足山の山頂は529m峰を指すことが多い。

## 登山道
東麓の里見地区より登る大中、大石、笹原、小中の4コースおよび茨城県道22号線の猪ノ鼻峠から登る道などがある。里見地区の登山口から山頂までの標高差は300m程、コースタイムは片道1時間から1時間半程度である。 
- 大中コース
- 大石コース
- 笹原コース
- 小中コース
- 猪ノ鼻峠コース